# کتابخانه نایت
کتابخانه نایت (به انگلیسی: Knight Library) نام کتابخانه مرکزی دانشگاه اورگن است.
سیستم کتابخانه این مؤسسه تاریخی با بیش از ۲٬۹۵۹٬۷۳۹ عنوان کتاب در زمره بزرگترین مراکز کتابخانه‌ای کشور آمریکا محسوب می‌شود.

## نگارخانه

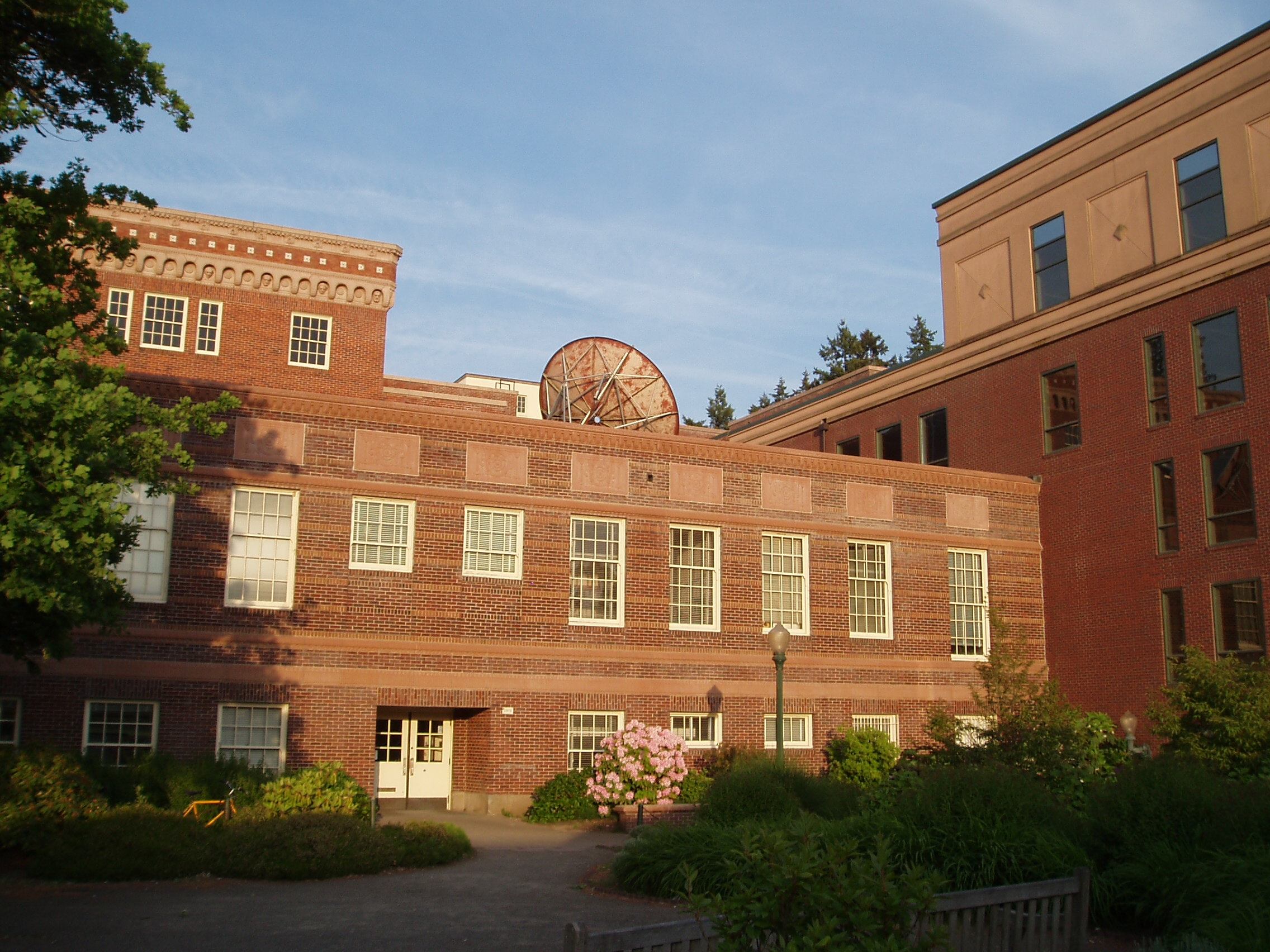
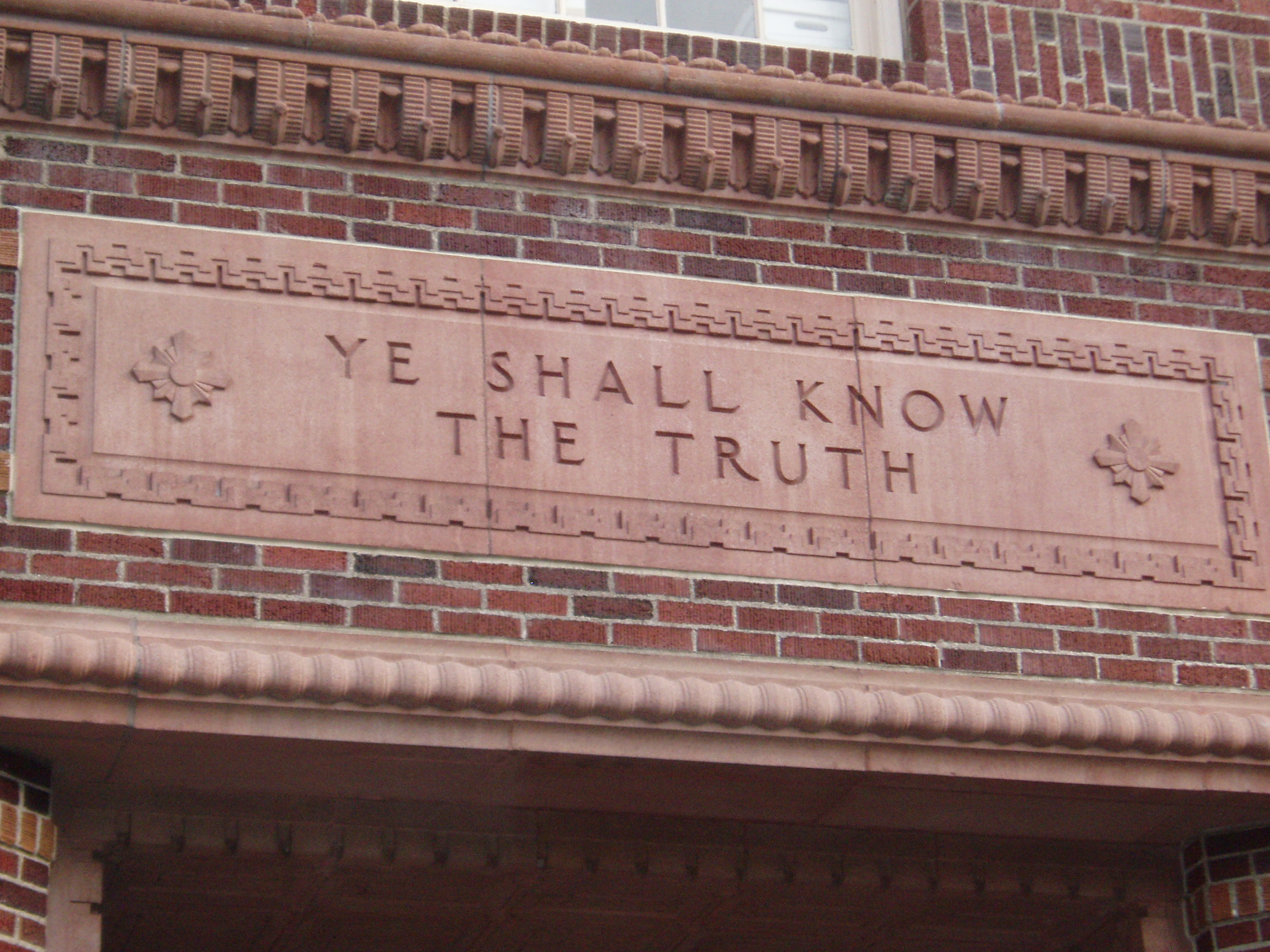
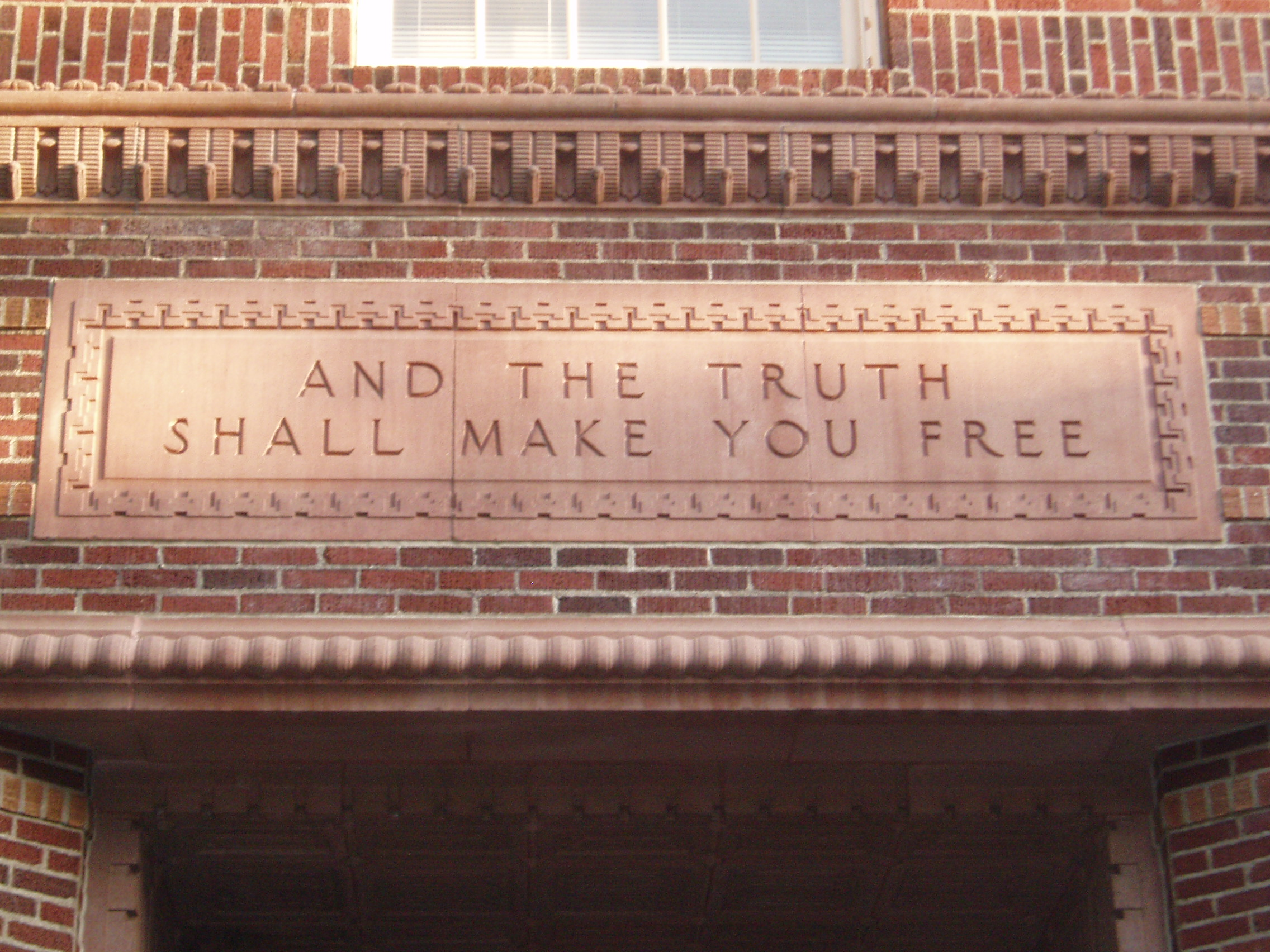
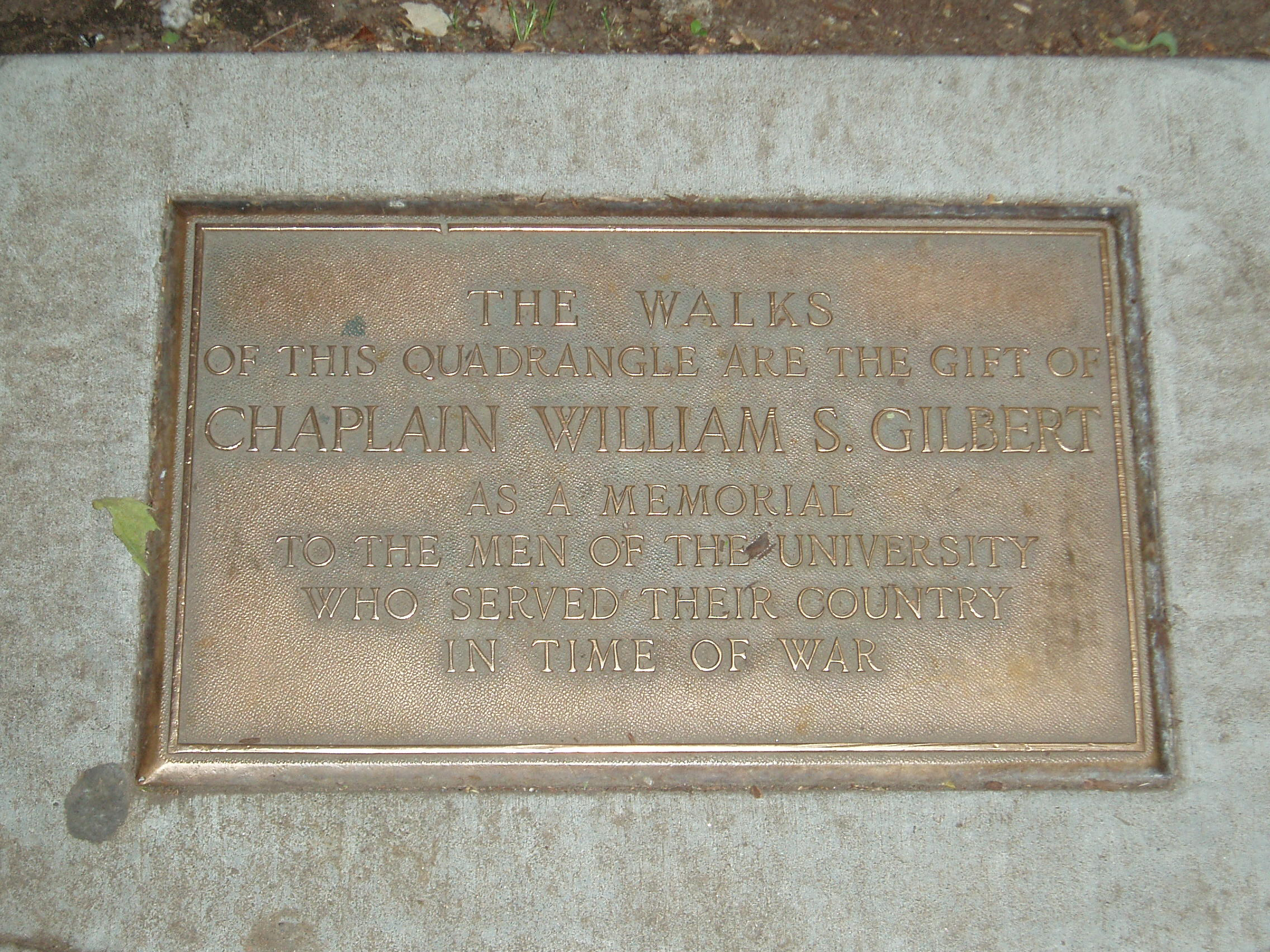
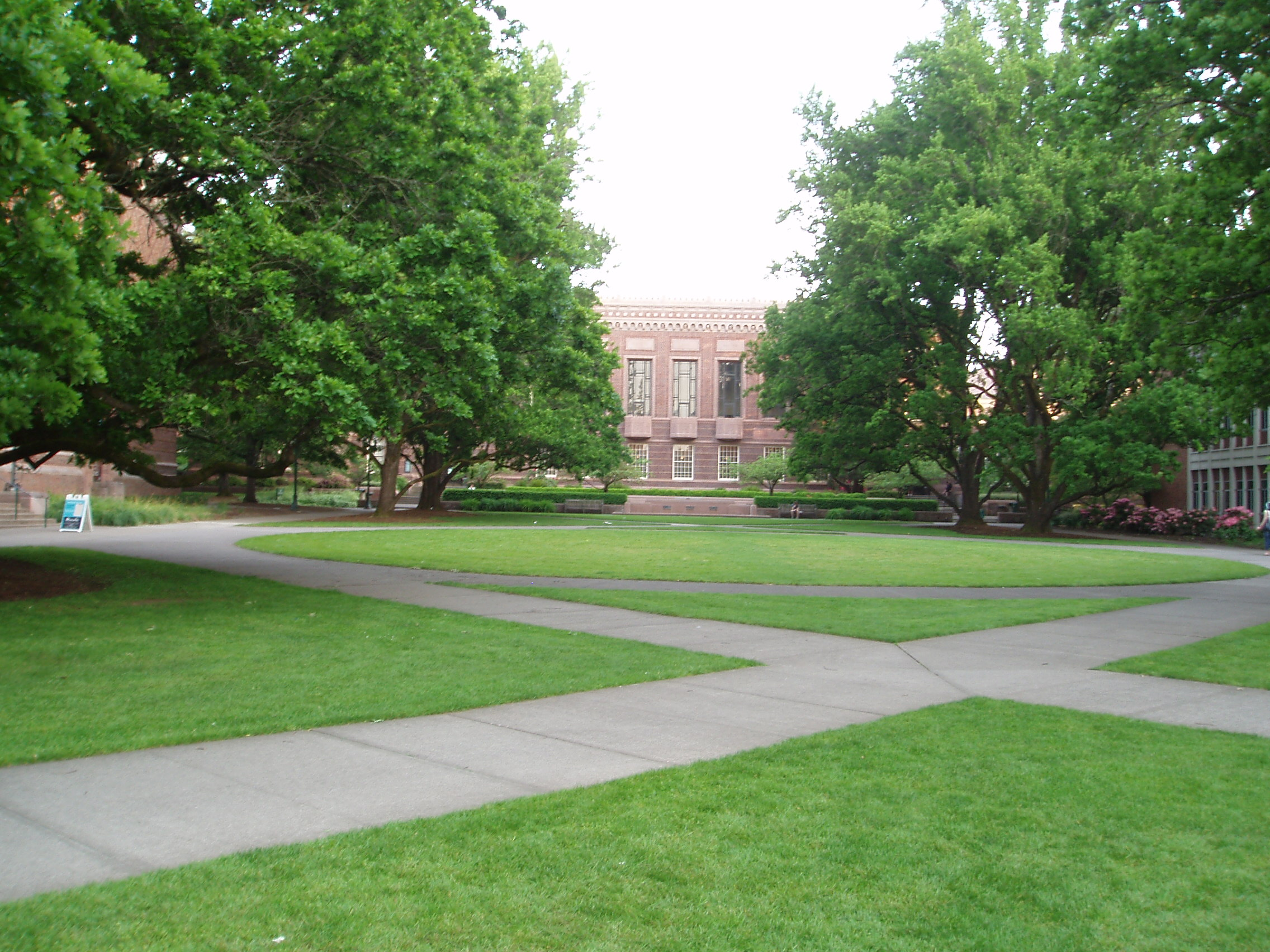
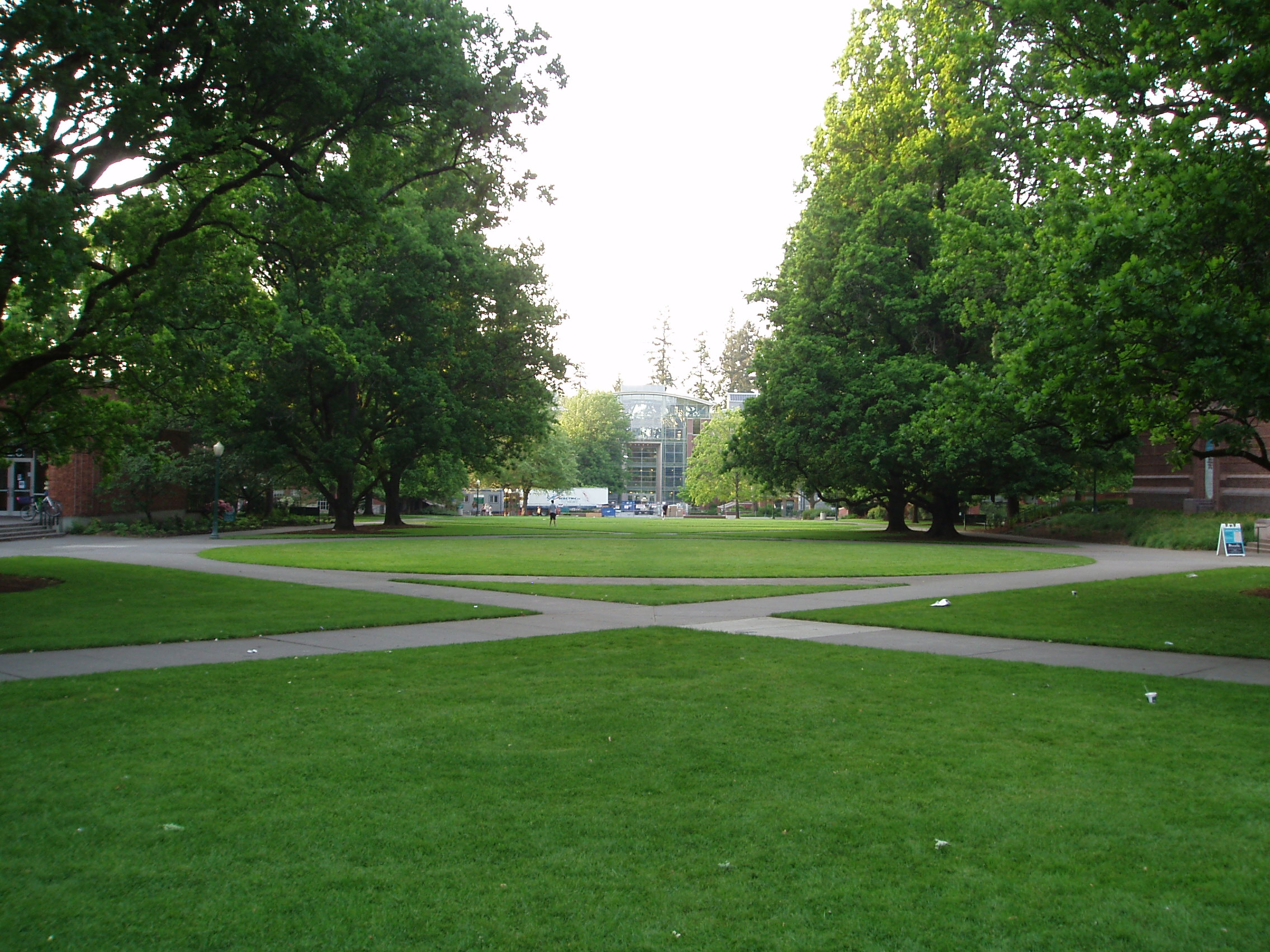